# Muskotsläktet
Muskotsläktet (Myristica) är ett växtsläkte i familjen muskotväxter. Släktet omfattar 171 accepterade arter av städsegröna träd.

## Etymologi
Släktnamnet Myristica kommer av grekiskans myron som betyder balsam eller salva.

## Arter
Dottertaxa till Myristica, i alfabetisk ordning.
- Myristica acsmithii
- Myristica agusanensis
- Myristica alba
- Myristica ampliata
- Myristica andamanica
- Myristica archboldiana
- Myristica arfakensis
- Myristica argentea
- Myristica atrescens
- Myristica atrocorticata
- Myristica basilanica
- Myristica beccarii
- Myristica beddomei
- Myristica bialata
- Myristica bifurcata
- Myristica bombycina
- Myristica borneensis
- Myristica brachypoda
- Myristica brassii
- Myristica brevistipes
- Myristica buchneriana
- Myristica byssacea
- Myristica cagayanensis
- Myristica carrii
- Myristica castaneifolia
- Myristica cerifera
- Myristica ceylanica
- Myristica chartacea
- Myristica chrysophylla
- Myristica cinnamomea
- Myristica clemensii
- Myristica coacta
- Myristica colinridsdalei
- Myristica concinna
- Myristica conspersa
- Myristica contorta
- Myristica cornutiflora
- Myristica corticata
- Myristica crassa
- Myristica crassipes
- Myristica cucullata
- Myristica cumingii
- Myristica cylindrocarpa
- Myristica dactyloides
- Myristica dasycarpa
- Myristica depressa
- Myristica devogelii
- Myristica duplopunctata
- Myristica duthiei
- Myristica elliptica
- Myristica ensifolia
- Myristica extensa
- Myristica fallax
- Myristica fasciculata
- Myristica fatua
- Myristica filipes
- Myristica firmipes
- Myristica fissiflora
- Myristica fissurata
- Myristica flavovirens
- Myristica flosculosa
- Myristica fragrans
- Myristica frugifera
- Myristica fugax
- Myristica fusca
- Myristica fusiformis
- Myristica gamblei
- Myristica garciniifolia
- Myristica gibbosa
- Myristica gigantea
- Myristica gillespieana
- Myristica globosa
- Myristica gracilipes
- Myristica grandifolia
- Myristica guadalcanalensis
- Myristica guatteriifolia
- Myristica guillauminiana
- Myristica hollrungii
- Myristica hooglandii
- Myristica hypargyraea
- Myristica impressa
- Myristica impressinervia
- Myristica inaequalis
- Myristica incredibilis
- Myristica iners
- Myristica ingens
- Myristica ingrata
- Myristica inopinata
- Myristica insipida
- Myristica inundata
- Myristica inutilis
- Myristica johnsii
- Myristica kajewskii
- Myristica kalkmanii
- Myristica kjellbergii
- Myristica koordersii
- Myristica kurzii
- Myristica laevifolia
- Myristica laevis
- Myristica lancifolia
- Myristica lasiocarpa
- Myristica lepidota
- Myristica leptophylla
- Myristica longipes
- Myristica longipetiolata
- Myristica lowiana
- Myristica macrantha
- Myristica magnifica
- Myristica maingayi
- Myristica malabarica
- Myristica malaccensis
- Myristica markgraviana
- Myristica maxima
- Myristica mediovibex
- Myristica mediterranea
- Myristica millepunctata
- Myristica mindanaensis
- Myristica nana
- Myristica neglecta
- Myristica nivea
- Myristica olivacea
- Myristica ornata
- Myristica ovicarpa
- Myristica pachycarpidia
- Myristica pachyphylla
- Myristica papillatifolia
- Myristica papyracea
- Myristica pedicellata
- Myristica perlaevis
- Myristica petiolata
- Myristica philippensis
- Myristica pilosella
- Myristica pilosigemma
- Myristica psilocarpa
- Myristica pubicarpa
- Myristica pumila
- Myristica pygmaea
- Myristica quercicarpa
- Myristica robusta
- Myristica rosselensis
- Myristica rubrinervis
- Myristica rumphii
- Myristica salomonensis
- Myristica sangowoensis
- Myristica sarcantha
- Myristica schlechteri
- Myristica schleinitzii
- Myristica scripta
- Myristica simiarum
- Myristica simulans
- Myristica sinclairii
- Myristica smythiesii
- Myristica sogeriensis
- Myristica sphaerosperma
- Myristica subalulata
- Myristica subcordata
- Myristica succedanea
- Myristica sulcata
- Myristica sumbawana
- Myristica tamrauensis
- Myristica teijsmannii
- Myristica tenuivenia
- Myristica trianthera
- Myristica tristis
- Myristica tubiflora
- Myristica ultrabasica
- Myristica umbellata
- Myristica umbrosa
- Myristica uncinata
- Myristica undulatifolia
- Myristica warburgii
- Myristica velutina
- Myristica wenzelii
- Myristica verruculosa
- Myristica villosa
- Myristica vinkeana
- Myristica womersleyi
- Myristica wyatt-smithii
- Myristica xylocarpa
- Myristica yunnanensis